# Lathroeus
Lathroeus is een kevergeslacht uit de familie van de boktorren (Cerambycidae). De wetenschappelijke naam van het geslacht werd voor het eerst geldig gepubliceerd in 1864 door Thomson.

## Soorten
Lathroeus omvat de volgende soorten:
- Lathroeus mysticus Melzer, 1932
- Lathroeus oreoderoides Thomson, 1864